# Oldambt (waterschap)
Het waterschap Oldambt in de Nederlandse provincie Groningen was de opvolger van het Termunterzijlvest en besloeg grote delen van de landstreek Oldambt. De hoofdwatergang was het Termunterzijldiep. Aan het nieuwe waterschap werd tevens een deel van het Oterdumerzijlvest toegevoegd dat door de aanleg van het Zijldiep in 1601 was afgesneden van de rest van het zijlvest (de molenpolder Borgsweer).
Het boezemwaterschap werd opgericht op 10 februari 1863 en besloeg in eerste instantie 18.626 hectare. Het was verdeeld in tien (na 1967: elf) onderdelen die elk een eigen bestuur van drie leden hadden. Het hoofdbestuur bestond uit de tien voorzitters van de onderdeelsbesturen en een door de Kroon aangestelde voorzitter. Het waterschapshuis bevond zich in Termunterzijl, sinds 1930 in Nieuwolda en van 1967 tot 1986 in Scheemda.
De tien onderdelen van het waterschap werden gevormd uit de voormalige schepperijen en bestonden uit het grootste deel van de dorpen:
1. Termunten en Woldendorp
2. Nieuwolda (met De Heemen)
3. Oostwold (met Eekamp)
4. Midwolda
5. Scheemda
6. Eexta
7. Westerlee, Heiligerlee.en Meeden
8. Zuidbroek en Muntendam
9. Noordbroek
10. Nieuw-Scheemda, Noordbroeksterhamrik en Wagenborgen

Het waterschap Oldambt fungeerde aanvankelijk vooral als boezemwaterschap of hoofdwaterschap. Bij de eerste grote waterschapshervorming in Groningen in 1967 werden de kleinere waterschappen in het gebied samengevoegd met het hoofdwaterschap. Daarvoor werd een nieuw waterschapshuis in Scheemda betrokken.
De later bij het waterschap gevoegde waterschappen waren: 
1907: de Kleine Polder:
1967: Concordia, Dallingeweer, De Bolderij, De Dellen, De Eeker, Eexterbouwten, Excelsior, de Geereweg, de Groeve en Binnenlanden, de Herleving, De Hoogte, De Munte (gedeeltelijk), de Oude Æ, de Oude Geut, De Overwinnaar, de Roodetilstermolenpolder, De Vennen, Eindelijk, Ennemaborgh, Ensemble, Eureka, Excelsior, Huininga-Meerland, Nonnegaatsterpolder, Noordbroek, Oostersche Boerenpolder, Oterdum, Scheemdermeer, Scheemderzwaag, Stootshorn-Veenhuizen, Tonnistil, Uiterburen, Weerdijk, Westerlee-Heiligerlee, Westersche Molenpolder, Woldendorp, Zuidbultsterpolder
1973: Groote Polder, Jagerswijk, Spitsbergen en Kostverloren
Het waterschap is in 1986 opgegaan in waterschap Eemszijlvest. In 2000 is een deel van waterschap Eemszijlvest, waaronder het voormalig waterschap Oldambt, opgegaan in waterschap Hunze en Aa's.

## Kaarten
- Groninger Archieven: Kaart van het waterschap Oldambt en Fivelingo, 1858
- Groninger Archieven: Kaart van het Waterschap Oldambt, ca. 1870
- Groninger Archieven: Kaart van het Waterschap Oldambt met de kanalen en de kunstwegen, 1899
- C.C. Geertsema, Kaart van de provincie Groningen en het noorden van Drenthe waarop de waterschappen zijn aangegeven, 1910
- C.C. Geertsema (1910) De zeeweringen, waterschappen en polders in de provincie Groningen, Groningen: Erven B. van der Kamp, kaarten: Blad 7 en Blad 8
- Waterstaatskaart van Nederland, blad 7: Groningen (Oost), 1935 (herzien 1964 en 1977)
- Waterstaatskaart van Nederland, blad 8: Nieuwe Schans, 1935 (herzien 1958 en 1976)